# 誘拐
誘拐，意為引誘拐騙，指為了利益，以給予金錢、物品或是求取同情等各種技倆，以消除人之戒心，並進而將之拐騙離家，納入自己的控制，一般對象多是婦女、兒童或心智未全的人。此種行為，在世界各地都有可能是犯罪。除了逼良為娼或人口販賣之外，甚而有誘拐兒童，迫使參戰者：如非洲聖主抵抗軍的創辦人約瑟夫·科尼等等。拐帶的定義：任何人將任何兒童或少年從其父母或對其有合法照顧或監督權的人的管有下非法地帶走或導致其被帶走，而此舉違反其父母或對其有合法照顧或監督權的人的意願。

## 著名案例
- 丰县生育八孩女子事件
- 榆林铁笼女事件
- 岳阳廖家坡逼童为娼案
- 東南亞跨國人口販賣
- KK園區

## 電影記實
- 盲山
- 嫁給大山的女人

## 相關
- 兒童性誘拐
- 兒童權利公約
- 人口贩卖